# Miss São Paulo 2010
Miss São Paulo 2010 foi a 55ª edição do tradicional concurso de beleza feminino de Miss São Paulo. Este ano a disputa elegeu a melhor candidata paulista para a disputa de Miss Brasil 2010, válido para o certame de Miss Universo. A cerimônia foi realizado com a presença de quarenta candidatas (40) no Memorial da América Latina, na capital do estado. O concurso foi televisionado pela Rede Bandeirantes para todo o país, apresentado por Otávio Mesquita e contou com o embalo musical dos cantores Sidney Magal e D'Black e Negra Li. A vitória foi para a candidata de Piracicaba, Karla de Lucas Mandro.

## Resultados

### Colocações
| Colocação               | Município e Candidata |
| Vencedora               | - Piracicaba - Karla Mandro |
| 2º. Lugar               | - Artur Nogueira - Edvânia Araújo |
| 3º. Lugar               | - Lorena - Giseli Finoti |
| Finalistas              | - São Bernardo - Patrícia Chaib - São Paulo - Tamíris Leme |
| (TOP 12) Semifinalistas | - Americana - Monike Carli - Araraquara - Julia Amorim - Atibaia - Pâmela Otero - Campinas - Paula Oliveira - Nova Odessa - Natália Freire - São Caetano do Sul - Fernanda Belleza - Santo André - Grazieni Cortezi                                      |
| (TOP 20) Semifinalistas | - Barueri - Nathália Trugillo - Botucatu - Raíssa Abdelnur - Guarujá - Jaqueline Conrado - Itápolis - Natália Alves - Itu - Isabella Boni - Mogi Guaçu - Gianny Gianini - Porto Ferreira - Rafaela Maestrello - São José do Rio Preto - Nathalie Barreto |

## Jurados

### Final
Ajudaram a eleger a vencedora: 
1. Lara Gerin, modelo;
2. Mauro Freire, Hair Stylist;
3. Jardis Volpe, dermatologista;
4. Deise Nunes, a Miss Brasil 1986;
5. Fernando Pires, designer de sapatos;
6. Boanerges Gaeta Jr., diretor do Miss Brasil;
7. Virginia Gargiulo, professora de etiqueta;
8. Patrícia Maldonado, apresentadora;
9. Malena Russo, Personal Stylist;
10. Márcia Frankevicius, nutróloga;
11. Sheila Carvalho, dançarina;

## Candidatas
Disputaram o título este ano: 
| - Americana - Monike Carli - Américo Brasiliense - Grace Kelly - Araraquara - Julia Amorim - Araras - Martha Beteghelli - Artur Nogueira - Edvania Araújo - Atibaia - Pâmela Otero - Barueri - Nathália Trugillo - Bauru - Camila Serakides - Botucatu - Raíssa Abdelnur - Campinas - Paula Oliveira - Guarujá - Jaqueline Conrado - Hortolândia - Wendwey Meira - Itanhaém - Priscila Viana - Itápolis - Natália Alves | - Itu - Isabella Boni - Jaboticabal - Carla Wolkers - Jaguariúna - Josiane Iope - Jaú - Ana Cecília Cunha - José Bonifácio - Jacqueline Lima - Lorena - Giseli Finoti - Mairiporã - Helen Fernandes - Marília - Kellen Biudes - Mogi Guaçu - Gianny Gianini - Nova Odessa - Natália Freire - Paulínia - Daniele Congio - Pedreira - Kely Nunes - Piracicaba - Karla Mandro | - Pitangueiras - Julianne Vizzotto - Porto Ferreira - Rafaela Maestrello - Potim - Liliane Thomaz - Ribeirão Pires - Juliene Consulo - Santa Bárbara D'Oeste - Gabriela Pezzo - Santana de Parnaíba - Rafaela Jala - Santo André - Grazieni Cortezi - São Bernardo - Patricia Chaib - São Caetano do Sul - Fernanda Belleza - São José do Rio Preto - Nathalie Barreto - São Paulo - Tamiris Leme - Sertãozinho - Marcela Amaral - Sumaré - Paula Cardoso |